# クティンガ級
クティンガ級（-きゅう、 K't'inga class）はアメリカのSFドラマ『スタートレック』シリーズに登場するクリンゴン帝国防衛軍所属宇宙艦の級名。

## 概要
クリンゴン帝国防衛軍の巡洋戦艦。全長349.54m、全幅251.76m、全高98.41m、重量760,000t、乗員385名。D7級巡洋戦艦の改修モデルであり、D7級よりも遥かに大型化しており、エクセルシオール級との単艦同士の戦闘でも十二分に対抗できる性能を有していた。遮蔽技術と交換でロミュランに設計図が提供されているため、23世紀にはロミュラン帝国軍でもD7級およびクティンガ級の艦船が運用されている。
胴体部から伸びた細い棒状の船体の先端に球状の艦首ブロックが接続されており、この艦首ブロック前方下部には光子魚雷発射口が開いている。左右ウィングの先端に接続されたワープナセルは内部プラズマ加速の発光が見えるウィンドウなどは一切なく、光子弾頭に似たタブレット状になっている。ディスラプターキャノン・ビームバンク、光子魚雷ランチャー、遮蔽装置を装備。
23 - 24世紀にかけて長く活躍する名艦であり、25世紀初めには船体のフォルムを流線型に修正し最新の装備を整えた改クティンガ級が就役する（『Star Trek Online』）。なお、惑星連邦では重巡洋艦として扱っている。

## クティンガ級巡洋戦艦一覧
I.K.S.クロノス1（I.K.S.Kronos One）
ゴルコン総裁の座乗艦。2293年、和平協議のため惑星連邦宇宙艦隊のU.S.S.エンタープライズと合流するが、和平反対派の罠にはまり光子魚雷2発の直撃を受け中破する。
I.K.S.エイマー（I.K.S.Amar）
2271年、謎の機械生命体ヴィジャーの調査を試みるが、攻撃を受け撃沈される。
I.K.V.クゥヴ（I.K.V.Quv）
ブヴァット大佐の指揮。2262年、デヴィディア人を追って25世紀からタイムスリップしてきた宇宙艦隊船がクティンガ級に偽装していたため、これを対立しているデュラス家の戦艦だと勘違いして襲撃するが、反撃を受け中破する。
I.K.S.タコグ（I.K.S.T'Acog）
2364年、コリス大佐を含む反逆者3名を捕縛する任務中、タラリアの貨物船を乗っ取ったコリスらの奇襲を受けて撃沈される。
I.K.S.トング（I.K.S.T'Ong）
クテーモク大佐の指揮。まだ惑星連邦と戦争中だった2290年、特殊任務を帯びてクロノスを発った。通常航行で惑星連邦の拠点へ向かいを襲撃するという超長期任務であったため、船は自動航行に設定され乗員は全員コールドスリープに入っていた。2365年、コールドスリープが解除された直後にU.S.S.エンタープライズDによって発見され、ウォーフの説得で戦争はとうの昔に終わっていることを知って帰順し、クロノスへ戻る。
I.K.S.バモス（I.K.S.B'Moth）
2373年、ドミニオン戦争中にカーデシアとの境界をパトロール中に消息を絶つ。マートク将軍指揮のロタランによって大破しているのが発見され、生存者35名が救助される。
I.K.S.ヤヴァング（I.K.S.YaVang）
2373年、ドミニオン艦隊との戦闘で大きな損傷を受け乗員の多くが戦死する。ウォーフの息子アレキサンダーは、補充要員としてロタランからヤヴァングへ異動になる。
I.K.S.トゥネック（I.K.S.T'Nek）
改クティンガ級。バトルグループ・オメガに所属。「Star Trek Online」に登場。

## D7級
クティンガ級のもとになった旧式の巡洋戦艦。全長228m (216.48m )、全幅171m (152.4m)、全高60m (55.28m)、重量110,000t、乗員438名。デザインはクティンガ級と同じだが、凹凸が少なく滑らかな船体表面をしている。また、遮蔽装置は装備されていない。
I.K.S.グロス（I.K.S.Gr'oth）
コロス大佐の指揮。2267年、国境沿いにある宇宙艦隊の前哨基地ディープスペースK7に寄航した。
TOS第44話「新種クアドトリティケール」に劇中最初に登場するクリンゴン艦であり、以後TOSではクリンゴン艦はD7級しか登場しない。